# ‘Abdu’l-Bahá in London
Das Buch ‘Abdu’l-Bahá in London ist eine Sammlung von öffentlichen Ansprachen, die ʿAbdul-Bahāʾ (Bahai-Transkription: ‘Abdu’l-Bahá) vom 4. September bis 3. Oktober 1911 und vom 13. Dezember 1912 bis zum 21. Januar 1913 in Großbritannien hielt. Während dieser Zeit hielt er sich zumeist in London auf. Berichtet wird in dem Buch aber auch von kurzen Abstechern nach Cliften in der Grafschaft Bristol, Byfleet und Brooklands. Außerdem enthält das Werk zahlreiche Gesprächsnotizen. ʿAbdul-Bahāʾs Ansprachen auf Persisch wurden ins Englische übersetzt. Der Inhalt des Werkes stützt sich also auf englische Mitschriften und Erinnerungen sowie auf Presseberichte, die von Sara Louisa Blomfield gesammelt und 1912 von ihr auf Englisch publiziert wurde. Die deutsche Ausgabe ist aber umfangreicher als das englische Original, da dieses über die Zeit vom 13. Dezember 1912 bis zum 21. Januar 1913 nicht berichtet. ʿAbdul-Bahāʾ sprach im Londoner Stadttempel, im St. John’s in Westminster, vor der Theosophischen Gesellschaft, vor der Philanthropic Society usw.

## Inhalt
In seinen Ansprachen ging er auf die verschiedenen Religionen wie den Buddhismus ein, die Notwendigkeit von Frieden, die Manifestation Gottes, die Wechselwirkung von Religion und Wissenschaft, das Leben nach dem Tod, die Bahai-Hochzeit, die Kraft Gottes und das Wesen des Bahaitums.